# Randall Thompson
Randall Thompson (Nueva York (Nueva York), 21 de abril de 1899 - Boston (Massachusetts), 9 de julio de 1984) fue un compositor estadounidense.

## Biografía
Thompson asistió a la Universidad Harvard, fue profesor asistente de música y director del coro en Wellesley College y obtuvo un doctorado en música en la Escuela de Música de la Universidad de Rochester. Posteriormente enseñó en el Instituto de Música Curtis, en la Universidad de Virginia y en Harvard. 
Thompson compuso tres sinfonías y varios trabajos vocales incluyendo The Testament of Freedom y The Peaceable Kingdom (inspirado por las pintura de Edward Hicks). Su trabajo coral más popular es el himno Alleluia, el cual fue un encargo de Serge Koussevitzki para la inauguración del Tanglewood Music Center. También escribió la óperas Solomon and Balkis y The Nativity According to St. Luke.
Algunos de sus alumnos fueron Leonard Bernstein, Samuel Adler, Leo Kraft, Juan Orrego-Salas, John Davison, Thomas Beveridge, Charles Edward Hamm, William P. Perry, Christopher King, Frederic Rzewski y David Borden.
El 2 de mayo de 1964 se convirtió en el primer ganador del Premio al Mérito de The University of Pennsylvania Glee Club.

## Trabajos

### Trabajos corales
- The Nativity According to St. Luke
- The Passion According to St. Luke
- The Twelve Canticles (1983)
- Bitter-Sweet (1970)
- Place of the Blest (1968)
- A Feast of Praise (1963)
- The Best of Rooms (1963)
- Frostiana: Seven Country Songs (1959, colaboración con Robert Frost)
- Glory to God in the Highest (1958)
- Ode to the Virginian Voyage (1956)
- Mass of the Holy Spirit (1955)
- The Last Words of David (1949)
- The Testament of Freedom (1943)
- Alleluia (1940)
- The Peaceable Kingdom (1936)
- Odes of Horace (1924)
- The Last Invocation (1922)

### Ópera
- Solomon and Balkis

### Sinfonías
- Sinfonía n.º 1
- Sinfonía n.º 2 (1931)
- Sinfonía n.º 3

### Cuartetos de cuerdas
- Cuarteto n.º 1 en Re menor
- Cuarteto n.º 2 en Sol mayor